# Flavio Rufino
Flavio Rufino (latino: Flavius Rufinus; Eauze, 335 circa – Costantinopoli, 27 novembre 395) è stato un politico romano, che servì come prefetto del pretorio sotto Teodosio I e Arcadio, imperatori d'Oriente.
Dopo la sua morte, il poeta Claudio Claudiano pubblicò l'opera In Rufinum per attaccarlo.

## Biografia
Rufino nacque ad Elusa (odierna Eauze, nell'Occitania francese), una città della Gallia Aquitania, nel 335 circa da una famiglia gallo-romana. Alto, sempre in movimento e con lo sguardo penetrante, era acuto, ambizioso, avaro e senza principi, ma un cristiano zelante, è ricordato come poco pratico della lingua greca.
Nel 388 fu nominato magister officiorum, nel 392 console, poi Prefetto del pretorio d'Oriente, entrando in conflitto con Promoto e Timasio, rispettivamente magister equitum e magister peditum di Teodosio I. Durante una discussione in un consiglio, Rufino insultò Promoto, il quale lo schiaffeggiò; Rufino si lamentò presso Teodosio, il quale affermò che se le cose non fossero mutate avrebbe nominato Rufino co-imperatore. Approfittando del favore dell'imperatore, Rufino consigliò a Teodosio di inviare Promoto in Tracia, ad occuparsi dell'addestramento delle truppe. Ad accompagnare Promoto al suo nuovo comando erano alcuni barbari, che segretamente si erano accordati con Rufino: all'improvviso questi assalirono Promoto e lo uccisero. Era il settembre 392.
Subito dopo la morte di Teodosio nel gennaio del 395 Rufino tenne virtualmente il potere in Oriente esercitando la sua influenza sul giovane e debole Arcadio, a cui voleva far sposare la figlia. Le sue ambizioni furono però frustrate da un altro ministro imperiale, il praepositus sacri cubiculi Eutropio.
Il 27 novembre del 395 fu ucciso dalle truppe orientali che l'imperatore aveva richiamato dall'Occidente su consiglio proprio di Rufino, che aveva così cercato di danneggiare il rivale Stilicone, magister militum dell'Impero romano d'Occidente, che stava marciando contro i Goti di Alarico. E fu proprio l'accusa di aver tramato l'assassinio di Rufino una delle motivazioni per cui Stilicone fu condannato a morte nel 408.
Rufino ebbe una sorella, Silvania, che era stata inizialmente identificata con l'autrice dell'anonimo pellegrinaggio in terrasanta ritrovato in un manoscritto di Arezzo nel 1895.